# Olivier Philipponneau
Œuvres principales
- 1, 2, 3  banquise (2014)
- Détective Rollmops (2013)
- L'oiseau à deux becs (2013)
- Le Ballon de Zébulon (2010)

Olivier Philipponneau est un auteur, illustrateur et graphiste français né le 11 octobre 1981.

## Biographie
Graphiste et illustrateur diplômé de Penninghen en 2004, il travaille au sein de l'atelier 3œil.
Il collabore régulièrement avec Raphaële Enjary pour les gravures sur bois et Alice Brière-Haquet pour les textes, dans des albums publiés par les éditions MeMo comme Zébulon et la pluie (2016).
En bande dessinée on retrouve ses expérimentations dans les revues des éditions The Hoochie Coochie, collectif d’auteurs qu’il a contribué à créer.
En 2013, son livre Détective Rollmops – co-réalisé avec Renaud Farace – applique les contraintes d’écriture propres à l'OuBaPo (Ouvroir de bande dessinée potentielle). Détective Rollmops se présente ainsi comme un livre-jeu, dans lequel il faut parfois plier les pages ou participer à un jeu de l'oie, avec des illustrations réalisées en gravure sur bois et imprimées avec quatre pantones. Cet album est sélectionné au Festival International de la Bande Dessinée d’Angoulême en 2014. Une suite, intitulée πramide, parait en 2018 et se présente sous la forme d'un puzzle à 36 pièces triangulaires, chacune étant une case d'une bande dessinée.
Il conçoit et scénographie ses propres expositions, pour lesquelles il invente des objets avec des jeux de lectures.
Ses estampes sont représentées par la Slow Galerie et la galerie Robillard.
Il est cofondateur des éditions 3oeil et éditeur de la collection Philonimo.

## Publications

### Bande dessinée
- 2004 : La véridique aventure d’un e-mail (The Hoochie Coochie, réédition en 2015)
- 2013 : 3#2, collectif avec Sylvain de la Porte et Yoann Constantin (The Hoochie Coochie)
- 2013 : Détective Rollmops avec Renaud Farace (The Hoochie Coochie)
- 2018 : πramide avec Renaud Farace (The Hoochie Coochie)

### Littérature jeunesse
- 2010 : Le Ballon de Zébulon avec Alice Brière-Haquet et Raphaële Enjary (éditions MeMo, réédition 2017)
- 2011 : Perdu ! avec Alice Brière-Haquet (éditions MeMo)
- 2012 : Le Peintre des Drapeaux avec Alice Brière-Haquet (éditions Frimousse)
- 2013 : L'oiseau à deux becs avec Sylvain Alzial (éditions MeMo)[11]
- 2014 : 1, 2, 3 banquise avec Alice Brière-Haquet et Raphaële Enjary (éditions MeMo)
- 2014 : Zébulon et le Poussin avec Alice Brière-Haquet et Raphaële Enjary (éditions MeMo)
- 2016 : Zébulon et la Pluie avec Alice Brière-Haquet et Raphaële Enjary (éditions MeMo)
- 2019 : Amimots[12], avec Alis et Raphaële Enjary (Albin Michel Jeunesse)
- 2020 : Le Porc-épic de Schopenhauer - Philonimo 1 (éditions 3œil)

### Micro-édition
- 2017 : Légumots, avec Alis et Raphaële Enjary (éditions 3œil)
- 2017 : Voyage arctophilique avec Alice Brière-Haquet et Raphaële Enjary (éditions 3œil)
- 2019 : Voyage volcanologique (éditions 3œil)
- 2019 : Voyage volcanologique (éditions 3œil)

## Prix et distinctions
- 2011 : Prix P'tits Mômes des bibliothèques de Genève[13] pour Le Ballon de Zébulon avec Alice Brière-Haquet.
- 2013 : Prix Nord Isère[14] pour Perdu ! avec Alice Brière-Haquet.
- 2013 : Sélection Officielle, Salon du livre jeunesse de Montreuil[15] pour L'oiseau à deux becs avec Sylvain Alzial.
- 2014 : Sélection Officielle, Festival d'Angoulême 2014 pour Détective Rollmops avec Renaud Farace.
- 2014 : Sélection au Prix Bull'gomme 53 2015  pour Détective Rollmops avec Renaud Farace[16].
- 2017 : Lauréat Villa Kujoyama avec Raphaële Enjary[17].
- 2022 : Prix du livre Grand Est pour la collection Philonimo avec Alice Brière-Haquet[18]